# Épaule du Marboré
Pour les articles homonymes, voir Marboré et Épaule (homonymie).
L'épaule du Marboré est un sommet des Pyrénées dans le massif du Mont-Perdu, marquant la frontière franco-espagnole. Elle se trouve sur le méridien de Greenwich.

## Géographie

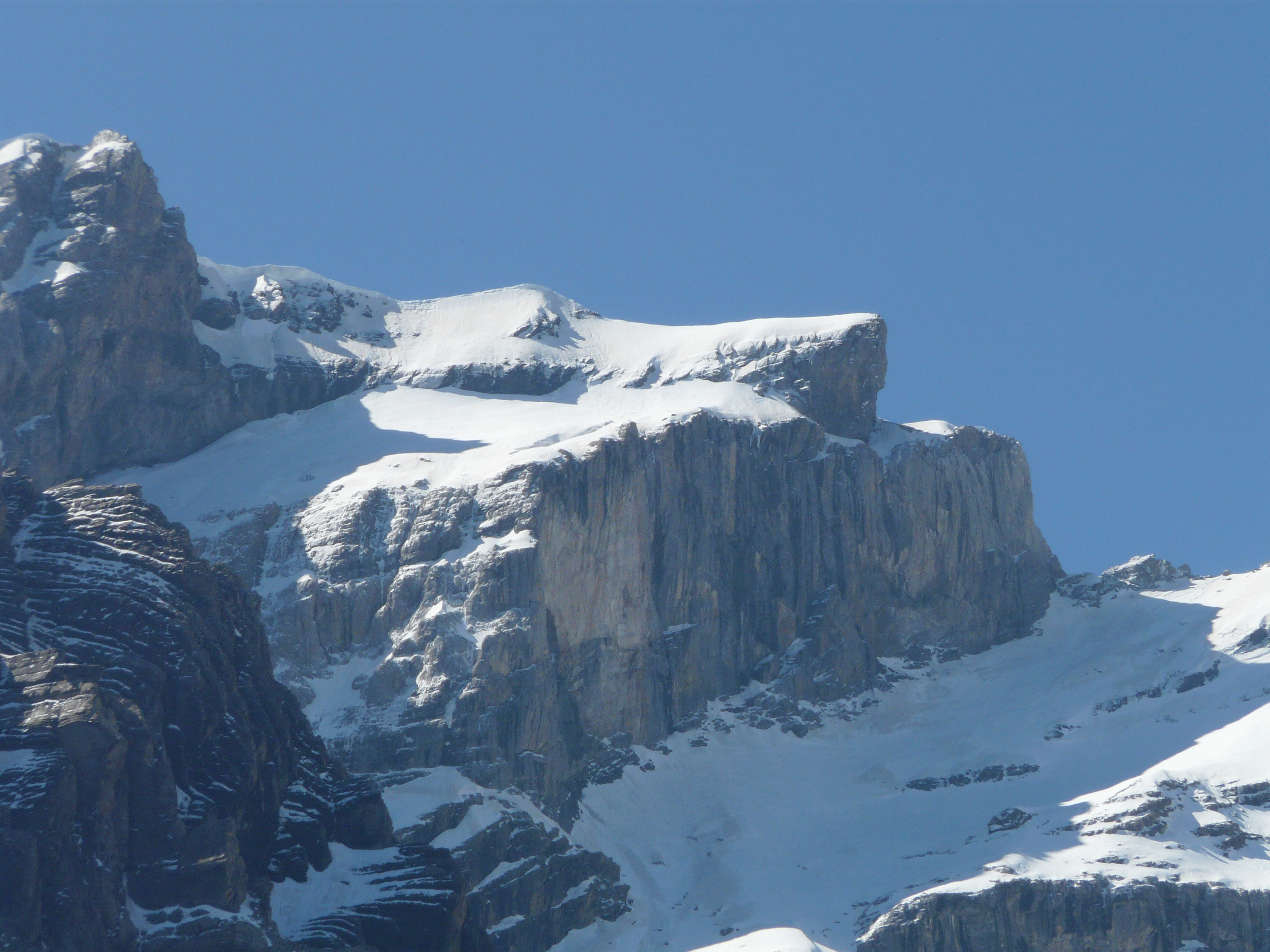
L'Épaule.

### Topographie
Le sommet fait partie de la ceinture du cirque de Gavarnie et marque la limite entre le parc national des Pyrénées (France) et le parc national d'Ordesa et du Mont-Perdu (Espagne).
- Côté français, il est situé sur la commune de Gavarnie-Gèdre dans le canton de la Vallée des Gaves, département des Hautes-Pyrénées, région Occitanie.
- Côté espagnol, il est situé dans la comarque de Sobrarbe, province de Huesca, communauté autonome d'Aragon.

### Hydrographie
Le sommet délimite la ligne de partage des eaux entre le bassin de l'Adour, qui se déverse dans l'Atlantique côté nord, et le bassin de l'Èbre, qui coule vers la Méditerranée côté sud.